# Earophila badiiplaga
Earophila badiiplaga är en fjärilsart som beskrevs av Fletcher 1953. Earophila badiiplaga ingår i släktet Earophila och familjen mätare. Inga underarter finns listade i Catalogue of Life.